# Bernd Kaufmann
Bernd Kaufmann (* 6. Juli 1941 in Zella-Mehlis) ist ein deutscher ehemaliger Offizier des DDR-Ministeriums für Staatssicherheit (MfS). Er war hauptamtlicher Mitarbeiter der Hauptverwaltung A (HVA), des Auslandsnachrichtendienstes der DDR, und von 1986 bis 1990 Leiter der Schule der HVA, zuletzt im Rang eines Obersts.

## Leben
Kaufmann begann nach Abitur und Wehrdienst bei der NVA 1961 ein Studium an der Universität Leipzig, welches er 1965 als Diplom-Jurist abschloss. 1960 trat er in die Sozialistische Einheitspartei Deutschlands (SED) ein. Ab 1963 war er inoffizieller Mitarbeiter (IM) des Ministeriums für Staatssicherheit (MfS). 
Nach dem Studium wurde Kaufmann hauptamtlicher Mitarbeiter des MfS, bei dem er zunächst in der HVA-Abteilung III, zuständig für legal abgedeckte Residenturen, tätig war. Zusätzlich setzte er seine wissenschaftliche Arbeit zu völkerrechtlichen Fragen und internationalen Beziehungen fort und wurde 1969 mit einer Arbeit über „Die Politik der Vereinigten Staaten von Amerika und die amerikanische Völkerrechtsdoktrin zur Westberlinfrage von 1961 bis 1967“ an der Fakultät für Rechtswissenschaften der Universität Leipzig promoviert. Von 1971 bis 1982 leitete er das Referat HV A VII/3, das die operativ beschafften Informationen zum Nahen Osten, den west- und nordafrikanischen Staaten, Lateinamerika und ab 1979 auch den chinesisch-westeuropäischen Beziehungen auswertete. Seine Promotion B zum Dr. sc. phil. schloss er 1978 an der Humboldt-Universität Berlin mit einer Schrift über „Die außenpolitische Strategie und Taktik der Volksrepublik China gegenüber den Vereinigten Staaten von Amerika in der Periode der Entwicklung des großmachtpolitischen Kurses der chinesischen Führung (1957/58 bis 1972/73)“ ab.
1981 wechselte Kaufmann in die HVA-Abteilung VII, zuständig für Auswertung und Information, deren stellvertretender Leiter er 1982 wurde. Zugleich leitete er das rund um die Uhr besetzte Lagezentrum der Abteilung (Referat HV A VII/10). 1986 wurde er Leiter der Schule der HVA, die im Rang einer Fachhochschule in die Juristische Hochschule des MfS in Golm bei Potsdam eingegliedert war (ab 1988 mit eigenem Standort in Gosen). 1987 wurde er zum Oberst befördert. Im November 1989 wurde Kaufmann letzter Leiter der HVA-Abteilung VII. Nach der Wende und der friedlichen Revolution in der DDR erfolgte 1990 seine Entlassung.

## Schriften (Auswahl)
- China – USA. Zur außenpolitischen Strategie und Taktik der chinesischen Führung, Staatsverlag der Deutschen Demokratischen Republik, Berlin 1980.
- Mit Eckhard Reisener, Dieter Schwips, Henri Walther: Der Nachrichtendienst der KPD 1919 – 1937, Dietz Verlag, Berlin 1993.
- Machterhalt und Entspannungspolitik. Der Prager Frühling und das MfS. In: WeltTrends–Zeitschrift für internationale Politik und vergleichende Studien, Nr. 51 (2006), S. 97–109.